# Dawn Staley Community Leadership Award
Dawn Staley Community Leadership Award – nagroda przyznawana corocznie przez Women’s National Basketball Association (WNBA) od 2008 koszykarce, która jest wzorem dla swojej społeczności i nawiązuje do wartości przywódczych, duchowych, charytatywnych oraz miłości do koszykówki, jakie reprezentowała sobą była zawodniczka ligi Dawn Staley. Kryteria według, których wybierane są laureatki, są analogiczne to tych przy wyborze zwycięzcy NBA Community Assist Award, przyznawanej przez NBA od sezonu 2001/2002.
Co rok każda z drużyn WNBA nominuje jedną zawodniczkę, jako kandydatkę do nagrody. Z nominowanych zawodniczek komitet głosujących wyłania laureatkę, która wybiera następnie cel charytatywny, na który liga przekaże kwotę 10 000 dolarów.

## Laureatki
| Rok  | Zawodniczka           | Kraj              | Zespół                   |
| ---- | --------------------- | ----------------- | ------------------------ |
| 2008 | Tamika Catchings      | Stany Zjednoczone | Indiana Fever            |
| 2009 | Tamika Williams       | Stany Zjednoczone | Connecticut Sun          |
| 2010 | Chamique Holdsclaw    | Stany Zjednoczone | San Antonio Silver Stars |
| 2011 | Charde Houston        | Stany Zjednoczone | Minnesota Lynx           |
| 2012 | Tina Charles          | Stany Zjednoczone | Connecticut Sun          |
| 2013 | Kara Lawson           | Stany Zjednoczone | Connecticut Sun          |
| 2014 | Elena Delle Donne     | Stany Zjednoczone | Chicago Sky              |
| 2015 | Elena Delle Donne (2) | Stany Zjednoczone | Chicago Sky              |
| 2016 | Tamika Catchings (2)  | Stany Zjednoczone | Indiana Fever            |
| 2017 | Ivory Latta           | Stany Zjednoczone | Washington Mystics       |
| 2018 | Skylar Diggins-Smith  | Stany Zjednoczone | Dallas Wings             |
| 2019 | Natasha Cloud         | Stany Zjednoczone | Washington Mystics       |
| 2020 | Natalie Achonwa       | Kanada            | Indiana Fever            |